# Mumbai Cyclothon 2010
La toute 1re édition du Mumbai Cyclothon a eu lieu le 21 février 2010. La course fait partie de l'UCI Asia Tour 2010.
La victoire revient à Juan José Haedo à l'issue d'un effort solitaire.

## Classement final
|     | Coureur              | Pays      | Équipe                       |    | Temps           |
| --- | -------------------- | --------- | ---------------------------- | -- | --------------- |
| 1.  | Juan José Haedo      | Argentine | Team Saxo Bank               | en | 2 h 15 min 15 s |
| 2.  | Dirk Müller          | Allemagne | Team Nutrixxion Sparkasse    | +  | 30 s            |
| 3.  | Tobias Erler         | Allemagne | Tabriz Petrochemical Team    |    | 37 s            |
| 4.  | Baden Cooke          | Australie | Team Saxo Bank               |    | 45 s            |
| 5.  | Philipp Mamos        | Allemagne | Team Nutrixxion Sparkasse    |    | 45 s            |
| 6.  | Jaan Kirsipuu        | Estonie   | CKT TMIT-Champion System     |    | 45 s            |
| 7.  | Stuart O'Grady       | Australie | Team Saxo Bank               |    | 2 min 45 s      |
| 8.  | Leif Lampater        | Allemagne | Équipe nationale d'Allemagne |    | 2 min 45 s      |
| 9.  | Ahmad Haidar Anuawar | Malaisie  | Marco Polo                   |    | 2 min 45 s      |
| 10. | Hossein Askari       | Iran      | Tabriz Petrochemical Team    |    | 2 min 45 s      |